# Brouwerij Merchie

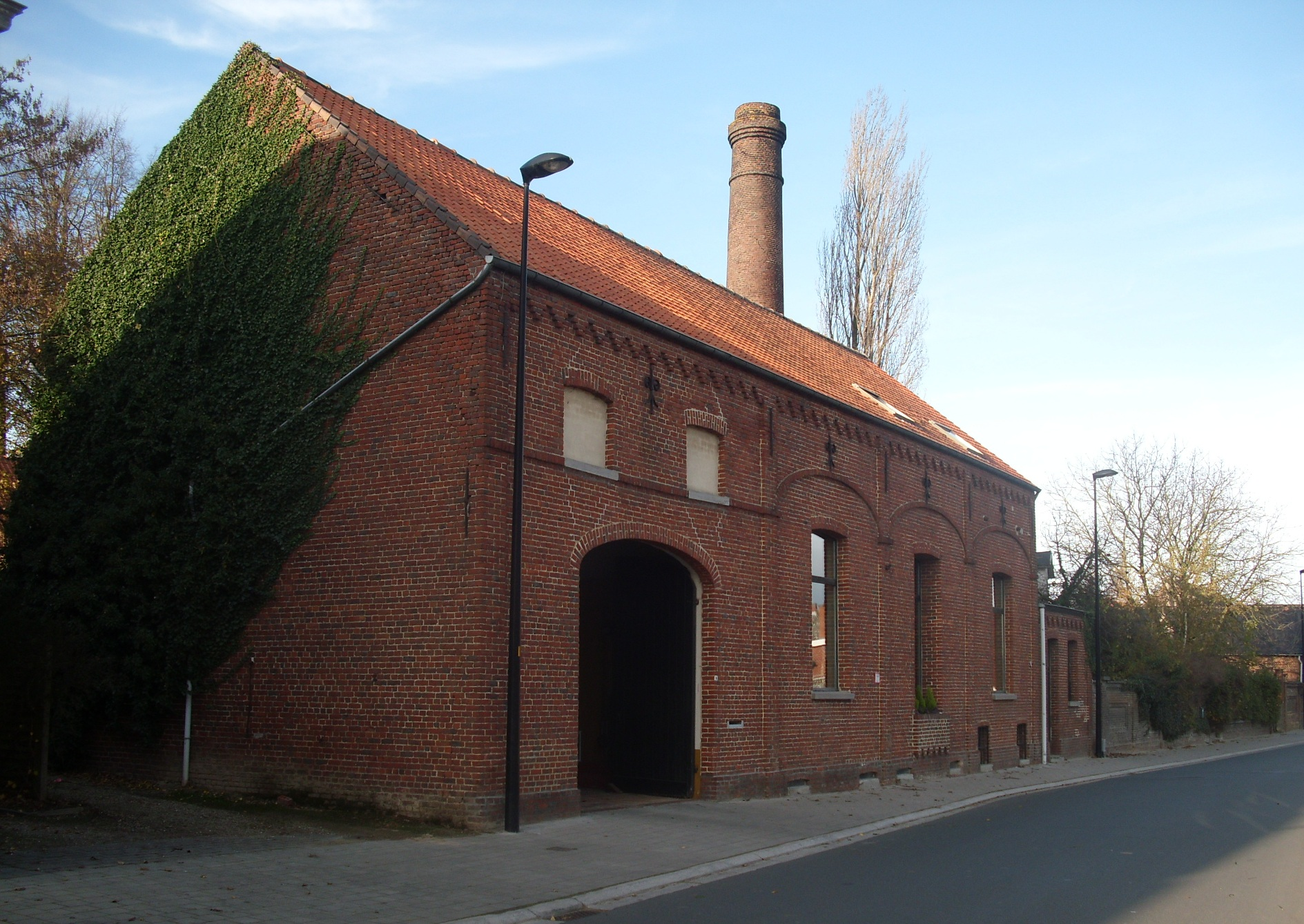
Het brouwerijgebouw van Brouwerij Merchie.

Brouwerij Merchie was een bierbrouwerij gelegen in de Belgische voormalige gemeente Schorisse, een deelgemeente van de nieuwe gevormde gemeente en benaming Maarkedal.
De brouwerij werd opgericht door Florent Merchie (1871-1934) eind 19e eeuw en bleef bestaan tot 1959. Florent was de zoon van de gemeentesecretaris Julien Merchie (1831-1905) en zelf een tijd burgemeester van Schorisse. Hij werd in de brouwerij opgevolgd door zoon Julien (1907-1957). Na de sluiting werd de brouwerij nog een tijd gebruikt als olieslagerij.
In 1985 werd het bedrijfscomplex - dat dateert uit 1907 - verkocht en is heden ingericht als een woning.